# James Tuchet (7e baron Audley)
Pour les articles homonymes, voir James Tuchet.
James Tuchet (vers 1463 – 28 juin 1497), 7e baron Audley et 4e baron Tuchet, est un noble et un des leaders du premier soulèvement cornique.

## Biographie
Fils de John Tuchet, James Tuchet succède à son père en 1490. Mécontente de la politique fiscale du roi Henri VII, la population de Cornouailles se rebelle au printemps 1497. James Tuchet rallie les rebelles à Winchester. Avec le juriste Thomas Flamank et le forgeron Michael An Gof, il mène la rébellion dans le Kent. 
Il est cependant défait par le roi à Blackheath le 17 juin. Capturé à l'issue de la bataille, il est exécuté par décapitation le 28 juin à Tower Hill. Ses terres sont confisquées par le roi mais son fils John les récupère en 1512.

## Sources
- Sir James Tuchet, 7th Lord Audley, thepeerage.com